# Jorge Ricardo
Jorge Ricardo (Rio de Janeiro, 30 de setembre de 1961) és un genet brasiler. Al juny del 2006 marxa a l'Argentina amb l'objectiu de batre el rècord del món de victòries. És líder a les estadístiques dels tres principals hipòdroms de l'Argentina (hipòdrom San Isidro, hipòdrom Palermo, hipòdrom La Plata), va batre el rècord mundial i té més d'11.973 victòries.